# Толстой, Фёдор Андреевич
Граф Фёдор Андреевич Толстой (1758 — 11 апреля 1849, Петербург) — русский помещик из рода Толстых, тайный советник, сенатор. Знаменитый библиофил, собиратель рукописей и старопечатных книг. Правнук П. А. Толстого, брат И. А. Толстого, отец Аграфены Закревской.

## Биография
Федор Андреевич Толстой родился 27 декабря 1758 года в семье графа Андрея Ивановича Толстого (1721—1803) и княжны Александры Ивановны Щетининой (1727—1811). Дослужился до чина тайного советника, в конце жизни стал сенатором. Будучи из многодетной семьи мелкопоместных дворян, граф не мог рассчитывать на хорошее наследство, но разбогател благодаря браку со Степанидой Алексеевной Дурасовой (одной из наследниц миллионера Мясникова). Её приданое он вложил в постройку усадьбы Ивановское, где был оборудован домашний театр. Ивановское расположилось на землях будущего города Подольска, на берегу реки Пахры. Толстой дожил до глубокой старости и умер в возрасте 90 лет. Похоронен в Александро-Невской лавре.

## Книжное собрание
Ф. А. Толстой вписал своё имя в историю как библиофил, член Общества любителей российской словесности. Собрание графа Толстого включало в себя:
- рукописи XI—XVII веков, в том числе летописи, родословные, лечебники, сборник крюковых нот;
- старопечатные книги (около 400 томов, изданных в 1491—1727 в Риме, Амстердаме, Вене, Кракове, Вильно, Москве);
- полный комплект петровских «Ведомостей» за 1703—1727 годы;
- подборку первых печатных календарей.

Библиотекарем в библиотеке Ф. А. Толстого трудился археограф Павел Строев (1796—1876), который в 1829 году издал «Описание старопечатных книг графа Ф. А. Толстого». Большая часть собрания Толстого хранится в БАН, хотя некоторые рукописи попали в фонды Императорской публичной библиотеки. В 1830 году для Публичной библиотеки было куплено собрание, принадлежавшее графу Ф. А. Толстому и насчитывающее 1302 древнерусские рукописи.